# Марш во имя Иисуса

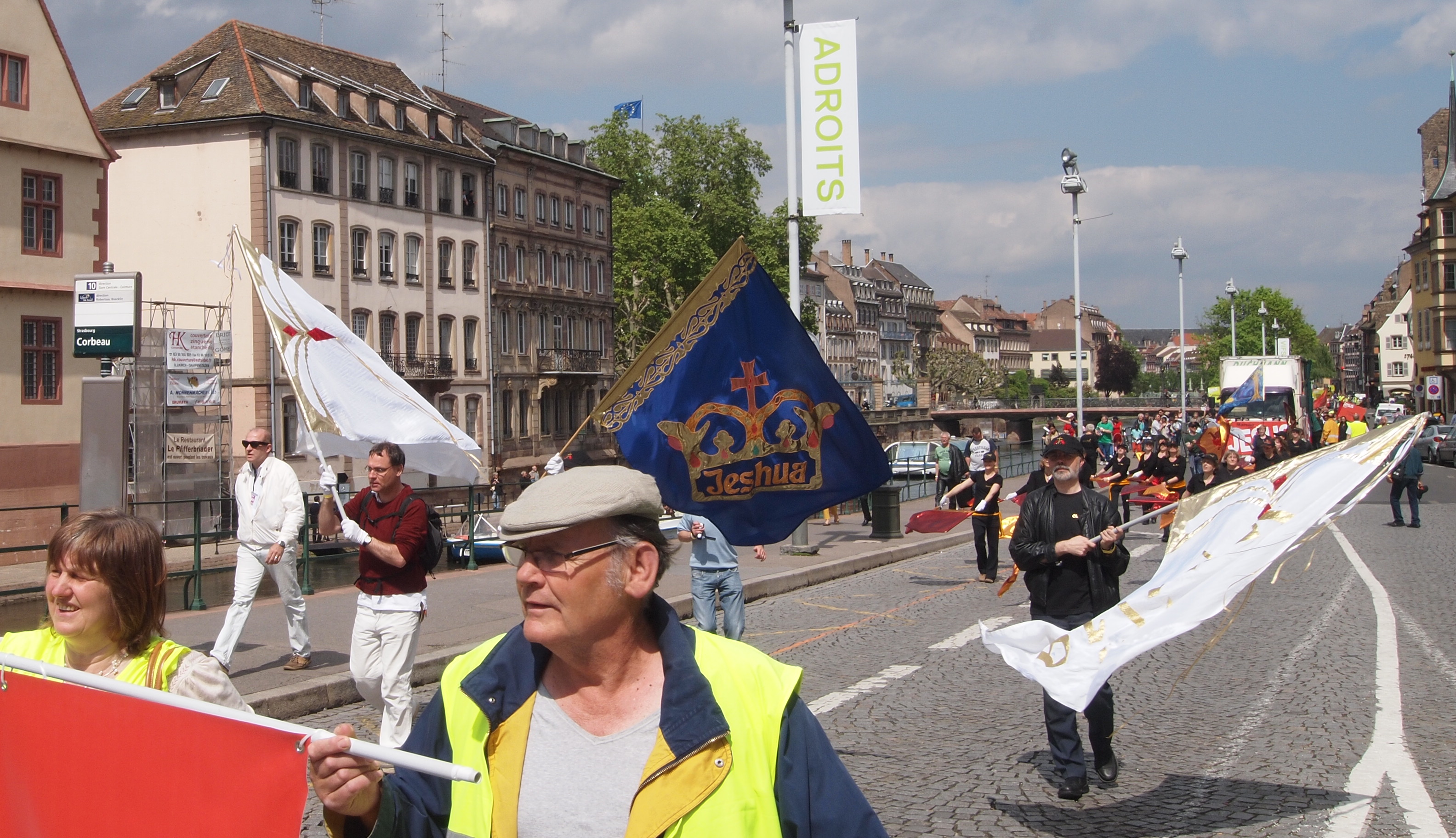
Марш 2012 года в Страсбурге

Марш во имя Иисуса — ежегодное межконфессиональное мероприятие, во время которого христиане проходят маршем по городам в разных странах мира.

## История
Марш во имя Иисуса впервые прошёл в Лондоне в 1987 году как городской марш с участием примерно 15 000 человек. Он появился в результате дружбы трёх церковных групп: Пионеров (англ. Pioneer) — неохаризматической группы евангельских церквей, под руководством Джеральда Коатса (англ. Gerald Coates), Ихтус (англ. Ichthus) под руководством Роджера Фостера и Молодёжь с миссией под руководством Линн Грин (англ. Lynn Green). Вместе с церковным лидером Грэхэмом Кендриком они возглавили это движение, которое за следующие 3 года распространилось по всей Великобритании, Европе и Северной Америке, а затем и в другие регионы.
В 1994 году первый Всемирный Марш во имя Иисуса покрыл все часовые пояса и объединил более десяти миллионов христиан из более чем 170 народов. Хотя организация, ставшая инициатором проведения маршей, распалась после Марша 2000 года, Марш во имя Иисуса продолжает проводиться во многих странах разными организаторами и в различных формах. По некоторым оценкам, во Всемирном Марше во имя Иисуса 10 июня 2000 года приняло участие более 60 миллионов человек в 180 странах мира.
В США день проведения этого марша стал называться Днём Иисуса (англ. Jesus Day). В этот день в США тысячи христиан собираются для совместной молитвы и участия в Марше.
В Канаде Марш во имя Иисуса возобновился в 2010 году в городе Калгари (провинция Альберта), после 10-летнего перерыва после того, как с призывом принять в нём участие к внеконфессиональным верующим обратились Артур Павловски (пол. Artur Pawlowski), старший пастор Уличной церкви международного служения (англ. Street Church Ministries International), и Джим Блэйк (англ. Jim Blake), национальный председатель канадских заботливых христиан (англ. Concerned Christians Canada Inc.). Этот Марш 2010 года начался с собрания в местном миллениум-парке с молебна и разрезания ленточки, с участием олдермена Рика Макывера (англ. Ric McIver) и мэра города Труро Билла Миллса (англ. Bill Mills). Этот марш, в котором приняло участие примерно 4 000 — 5 000 человек, прошёл через исторический центр города по авеню Стефана (англ. Stephen Avenue Mall), сделав несколько остановок в пути для молебнов и проповедей, включая историческую остановку перед зданием бывшего Института пророческой Библии Калгари (англ. Calgary Prophetic Bible Institute), основанного евангелистом Уильямом Аберхартом. Затем шествие продолжилось и завершилось на Олимпийской площади (англ. Olympic Plaza).
В Киеве Марш во имя Иисуса проводится ежегодно начиная с 2001 года. В Москве первый Марш Иисуса прошёл в 1992 году.